# Компатибілізм
Компатибілізм (англ. Compatibilism) — вчення про те, що свобода волі сумісна з детермінізмом. Водночас можна сказати, що свобода волі в компатибілізмі визначена таким чином, що може співіснувати з детермінізмом. Компатибілісти вважають, що свобода може бути присутньою без залучення метафізики. Протилежна позиція інкомпатибілізму використовує метафізичне поняття свободи волі, яке на думку компатибілістів ніколи не було чітко сформульоване.

## Історія
Позиції компатибілізму дотримувалися грецькі стоїки та філософи нового часу, такі як Дейвід Г'юм та Томас Гоббс. Цю ж позицію висловлює сучасний філософ та когнітівіст Деніел Деннет, зокрема в книзі 1984 «Elbow Room».

## Визначення свободи волі
Компатибілісти часто визначають свободу волі як наявність у агента свободи дії. Артур Шопенгауер писав: «Людина може робити те, що вона бажає, але не може бажати, що їй бажати». Іншими словами, незважаючи на те, що агент може володіти свободою дії згідно з власного мотиву, природа його мотиву є визначеною. Таке визначення свободи волі не залежить від істинності чи хибності причинного детермінізму. Такий підхід також робить свободу волі близькою до автономії, здатності жити за власними правилами, а не підкорятися зовнішньому пануванню.
Дейвід Г'юм зазначає, що свобода волі з точки зору компатибілізму не має на увазі можливості зробити інший вибір в ідентичній ситуації. Компатибілісти вважають, що людина завжди приймає єдине дійсно можливе рішення. Будь-яка згадка альтернатив є виключно гіпотетичною. Якщо компатибіліст говорить «може, я прийду завтра, а може, ні», він не робить метафізичне твердження про множину можливих майбутніх подій, а лише стверджує, що зумовлене майбутнє йому невідомо.

## Застосування до моралі
Компатибілісти можуть стверджувати, що детермінізм не лише сумісний з визначенням свободи волі, але навіть необхідний. Якщо чиїсь дії не зумовлені його бажаннями та особистістю, то як він може нести моральну відповідальність за свої дії?
Насправді, моральні системи компатибілістів у чомусь схожі з детерміністськими, оскільки як жорсткі детерміністи, так і компатибілісти використовують моральні системи, засновані на обумовленості мотивів людей.

## Критика
Часто критикують саме визначення свободи волі в компатибілізмі: інкомпатибілісти можуть погоджуватися, що за визначенням компатибілістів щось сумісно з детермінізмом, однак це щось не може бути названо свободою волі. Інкомпатибілісти можуть визнати, що свобода дії є необхідним критерієм для свободи волі, але вказують на її недостатність. З точки зору інкомпатибілізму свобода волі передбачає справжню можливість альтернативи для бажань і дій, а не умовну.